# Dolmen de la Gutina/Puig del Pal
El Dolmen de la Gutina/Puig del Pal és un dolmen situat al terme municipal d'Espolla, (Alt Empordà), inclòs a l'Inventari del Patrimoni Arqueològic i Paleontològic de Catalunya.
Forma part d'un dels Dòlmens d'Espolla. Cal no confondre'l amb el Dolmen de la Gutina, molt proper, però ja en el terme de Sant Climent Sescebes. Està situat al paratge conegut com la Gutina i darrere la muntanya del Puig del Pal, que també li dona nom.
Descobert el 1979 pel veí d'Espolla Joan Calverol i Puquet el va donar a conèixer a diversos especialistes i es va poder establir com un dolmen. Cal dir que avui és una barraca de vinya, però una part de la qual es pot veure perfectament la disposició de les pedres que configuren els dòlmens del voltant. Es va poder establir una cronologia entorn 3200 i 2700 aC. L'estiu de 1986 la coberta de teules de la barraca s'ensorrà parcialment a causa dels grans incendis que afectaren l'Albera.